# Bobby Kimball

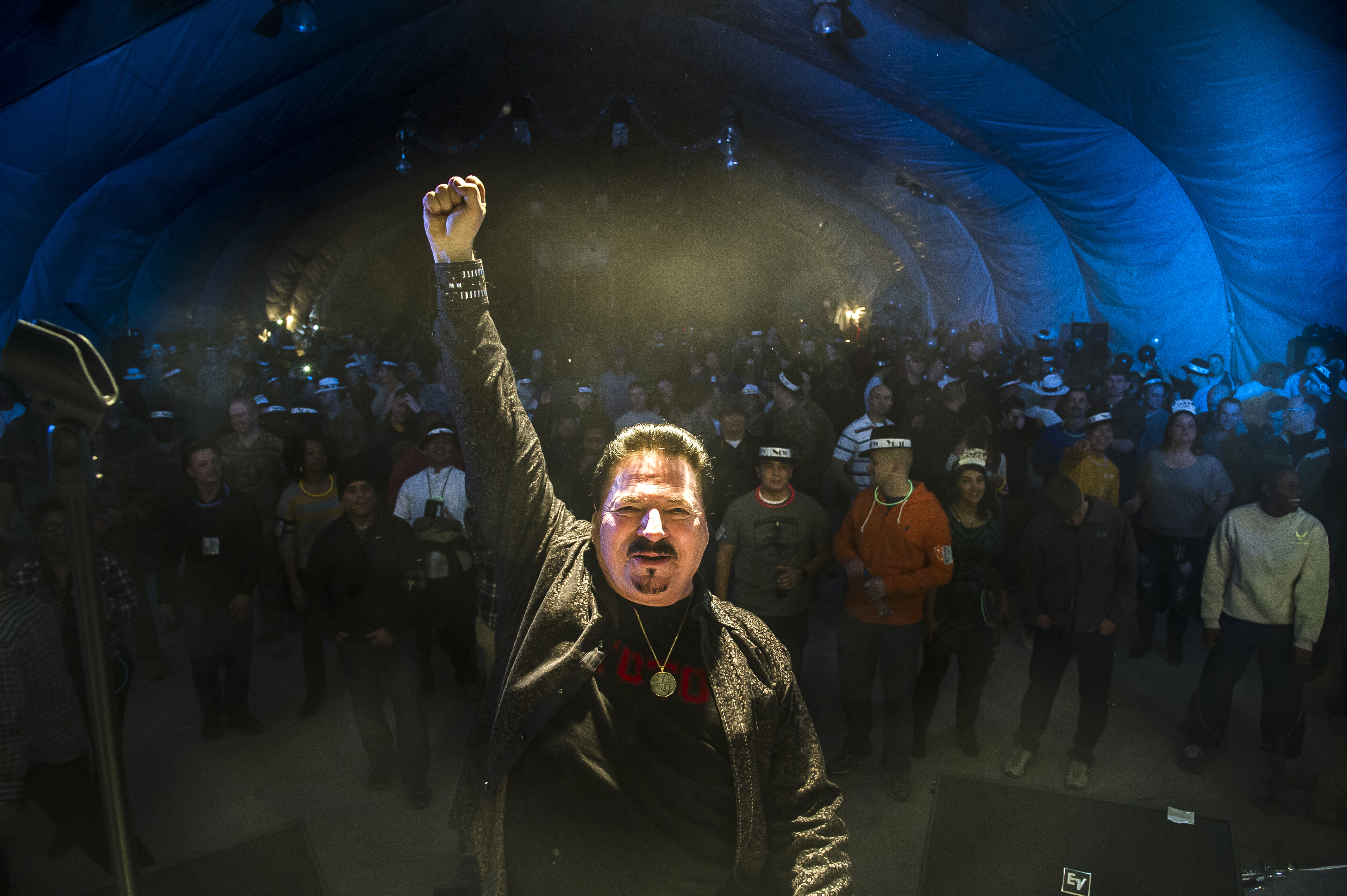
Bobby Kimball im Dezember 2013

Robert „Bobby“ Troy Kimball (* 29. März 1947 in Vinton, Calcasieu Parish, Louisiana) ist ein Sänger und Gründungsmitglied der US-Rockband Toto. Er hat sechs Grammys gewonnen.

## Biografie
1984 stieg Kimball auf dem musikalischen Höhepunkt der Band Toto aus, nachdem er vier Toto-Alben seine markante Stimme gegeben hatte. Direkt danach gründete er in Deutschland das Projekt Far Corporation zusammen mit Steve Lukather, Dieter Petereit, David Paich, Pit Löw, Harry Beierl, Mel Collins, Curt Cress, Simon Phillips u. a. Im Folgenden sang er für zahlreiche Solokünstler wie beispielsweise Leslie Mandoki, Al Jarreau, Frank Farian, Barbra Streisand, Richard Marx und Diana Ross.
Bobby Kimball lebte fünf Jahre in Deutschland, zumeist in und um Frankfurt am Main, der Heimatstadt seines Großvaters. Hier arbeitete er unter anderem mit dem Frankfurter Radio-Symphonie-Orchester zusammen, aus dessen Zusammenarbeit eine Platte mit neu-arrangierten Toto-Songs entsprang.
1994 veröffentlichte Kimball sein erstes Soloalbum Rise Up, bei dem Marcus Deml als Gitarrist mitwirkte. Fünf Jahre später folgte All I Ever Needed, das er mit zahlreichen Gastmusikern in San Francisco aufnahm. Im selben Jahr kehrte er nach 15 Jahren Abwesenheit und Überwindung seiner Kokainsucht zu den Aufnahmen von Mindfields zu Toto zurück, nachdem er bereits im Jahr davor (1998) bei einer Promotiontournee zu Totos Album Toto XX dabei war. 2002 folgten das Toto-Album Through The Looking Glass.
Zu Gerüchten, Bobby Kimballs bürgerlicher Name sei Robert Toteaux und hätte zu dem Namen der Band Toto beigetragen, äußerte sich Steve Lukather einmal: „No, that’s a joke, that’s a wank. Someone's pulling on your willie on that one. I remember years ago, making jokes about it, but it was never a legitimate explanation.“ - Bobby Kimballs bürgerlicher Name ist Robert Troy Kimball und hat somit auch nichts zum Bandnamen beigetragen.
2010 gründete Kimball die Band Yoso, die sich aus Mitgliedern der Band Circa: zusammensetzt, die wiederum ein Ableger der Band Yes ist. Die Band löste sich im Sommer 2011 endgültig auf. Mit Jimi Jamison, dem Sänger von Survivor, veröffentlichte er das im Oktober 2011 erschienene Album Kimball Jamison mit Duetten. 2011 unterstützte Kimball außerdem das Benefizprojekt „Christmas Allstars“ in Rheine mit seinem Auftritt, bei dem er Pop-Christmas-Songs interpretierte. 2012 war er auf Tournee, u. a. im November und Dezember in Südamerika.  Auf dem Album Acoustic Fever des früheren Scorpions-Schlagzeugers Herman Rarebell ist Kimball Gastsänger beim Song Rock You Like a Hurricane.

## Diskografie

### Bobby Kimball
- 1993: Tribute to Ray Charles (50th Anniversary) with The hr Big Band
- 1994: Rise Up
- 1995: Classic Toto Hits (Coveralbum) & Classical Rock Orchestra
- 1997: Tribute to Toto (Coveralbum) with Frankfurt Rock Orchestra
- 1999: All I Ever Needed
- 2008: The Heaven of Milano mit Maria Dangell
- 2009: Back in Spades (Re-release von All I Ever Needed + zwei neue Lieder als Bonustracks)
- 2011: Kimball Jamison mit Jimi Jamison
- 2016: We're Not in Kansas Anymore

### Toto
- 1978: Toto
- 1979: Hydra
- 1981: Turn Back
- 1982: Toto IV
- 1984: Isolation (nur Hintergrundgesang)
- 1990: Past to Present 1977–1990
- 1996: Best Ballads
- 1998: Toto XX (1977–1997)
- 1999: Mindfields
- 1999: Livefields (live)
- 2002: Through the Looking Glass (Coveralbum)
- 2003: 25th Anniversary – Live in Amsterdam (live)
- 2004: The Essential
- 2004: In Concert 2004 (veröffentlicht 2012)
- 2006: Falling in Between
- 2007: Falling in Between Live
- 2007: All Us Boys – The Early Live Years (DVD)

### Toto-Singles
- 1978: Hold the Line
- 1978: I'll Supply The Love
- 1979: St. George And The Dragon
- 1979: 99
- 2002: Could You Be Loved

### Far Corporation
- 1985: Division One
- 1994: Solitude

### Far Corporation  Singles
- 1985: Stairway to Heaven
- 1986: You Are the Woman
- 1986: Fire and Water
- 1987: Sebastian

### Soulmates (ManDoki)
- 1991: Out of the Key... With the Time
- 1993: People
- 1997: People in Room No.8 (als Találkozások in ungarischer Sprache aufgenommen)
- 1997: People in Room No.8
- 1997: People in Room No.8 – The Jazz Cuts
- 1998: So Far...Collected Songs (Kompilation)
- 2002: Soulmates
- 2003: Soulmates Classics
- 2003: Soulmates Jazz Cuts
- 2004: Soulmates Legends of Rock
- 2009: Aquarelle
- 2010: Thank You
- 2013: BudaBest

### People Single
- 1993: Hold On to Your Dreams

### Leslie Mandoki  Single
- 1993: Mother Europe

### West Coast All Stars
- 1997: California Dreamin
- 1998: Naturally

### Yoso
- 2010: Elements

### Gastmusiker Leadgesang
- 1980: Cherie And Marie Currie – Messin’ With The Boys (auf I Just Love the Feeling)
- 1989: Jayne – Ambush In The Night (auf Make Believe)
- 1997: Jason Scheff – Chauncy (auf Mah Jongg)
- 2001: Michelle Young – Marked for Madness (auf First Light)
- 2002: The Pink Floyd Tribute Band – An All Star Lineup Performing The Songs Of Pink Floyd (auf Have A Cigar)
- 2002: Ryo Okumoto – Coming Through (auf Slipping Down / Coming Through / Close Enough)
- 2002: Brian Bromberg – Jaco (auf Come O, Come Over)
- 2003: Various – Love Story – Kazumasa Oda Songbook (auf Love Story)
- 2005: Pat Travers and Carmine Appice – Bazooka (auf Last Child)
- 2007: Frankie Banali And Friends – 24/7/365 The Tribute To Led Zeppelin (auf The Immigrant Song)
- 2008: Joseph Williams – This Fall (auf Do 'Ya)
- 2008: Chris Catena – Discovery (auf The Chosen One)
- 2008: Various – Pink Floyd – The Rock Biographies
- 2011: Mike Porcaro – Brotherly Love (auf Rosanna / English Eyes / Africa / Let's Stay Together)
- 2012: Nektar – A Spoonful of Time (auf Africa)
- 2012: Jeff Porcaro – Session Works II (auf Georgy Porgy / Rosanna)

### Gastmusiker Hintergrundgesang
- 1975: Elliott Murphy – Lost Generation
- 1977: Diana Ross – Baby It’s Me (auf Your Love Is So Good For Me)
- 1977: Leo Sayer – Thunder in My Heart (auf We Can Start All Over Again)
- 1978: Steve Harley – Hobo With a Grin (auf Roll the Dice und Riding the Waves (For Virginia Woolf))
- 1978: Leo Sayer – Leo Sayer (auf La Booga Rooga)
- 1978: Shaun Cassidy – Hard Love (Single)
- 1978: Shaun Cassidy – Under Wraps
- 1978: Bill Champlin – Single
- 1978: Alice Cooper – From the Inside
- 1979: Evie Sands – Suspended Animation (auf Keep My Lovelight Burnin / I Can’t Wait for You / Get Up)
- 1979: Tom Jones – Rescue Me (auf Rescue Me / Never Had a Lady Before / Dark Storm on the Horizon)
- 1979: Barbra Streisand – Wet (auf Splish Splash)
- 1979: Marc Jordan – Blue Desert (auf From Nowhere to This Town)
- 1979: Randy Edelman – You’re the One (auf Time Changes People)
- 1979: Lauren Wood – Lauren Wood
- 1979: Steve Kipner – Knock the Walls Down (auf School Of Broken Hearts / War Games)
- 1980: Chevy Chase – Chevy Chase (auf Short People)
- 1980: Cherie And Marie Currie – Messin’ with the Boys (auf Overnight Sensation / Elaine)
- 1981: John O’Banion – John O’Banion
- 1981: Steve Cropper – Playin’ My Thang (auf Give ’Em What They Want / Fly)
- 1982: John O’Banion – Danger
- 1983: The Tubes – Outside Inside
- 1986: Quiet Riot – QR III (auf Still Of The Night)
- 1988: Al Jarreau – Heart’s Horizon (auf I Must Have Been A Fool)
- 1989: Richard Marx – Repeat Offender (auf Nothin’ You Can Do About It / Real World / If You Don't Want My Love / Wait For The Sunrise)
- 1989: Michael Thompson Band – How Long
- 1990: The Real Milli Vanilli – The Moment of Truth – The 2nd Album (auf Big Brother)
- 1994: Farian / Mc Auley – Rikki Don’t Lose Tat Number (auf Rikki Don't Lose That Number) (Single)
- 1996: Joseph Williams – I Am Alive (auf Perfectly Clear / I Am Alive)
- 1997: Jason Scheff – Chauncy (auf Chauncy)
- 1999: Alice Cooper – The Life and Crimes of Alice Cooper (auf How You Gonna See Me Now / Serious)
- 2001: Glenn Hughes – Building the Machine (auf Inside / Don't Let It Slip Away)
- 2006: Chicago – Chicago XXX (auf Caroline)
- 2008: Jeff Porcaro – Session Works (auf I Don’t Want You Anymore / Africa)
- 2008: Joseph Williams – This Fall (auf Yeah, Yeah, Yeah (If I Seem to Wander))
- 2011: Mike Porcaro – Brotherly Love (auf Georgy Porgy / Lowdown)